# Ääverjoki
Ääverjoki is een rivier die stroomt in de Finse gemeente Kolari (gemeente) in de regio Lapland. De rivier vormt de ontstaat als een aantal beken samenstromen en verder westwaarts trekken. De rivier (met langste bronrivier) heeft een lengte van 19590 meter, aldus het SMHI, de Zweeds instelling voor waterhuishouding. De rivier behoort tot het stroomgebied van de Torne. Het is de laatste zijrivier van de Muonio aan Muonio aan Finse kant.
Afwatering: Ääverjoki → Muonio →  Torne → Botnische Golf